# سنگ (فیلم ۱۹۷۴)
«سنگ» (انگلیسی: Stone) فیلمی در ژانر اکشن است که در سال ۱۹۹۹ منتشر شد.